# Jelcz 043
Der Jelcz 043 war ein Omnibus des polnischen Nutzfahrzeugherstellers Jelcz. Er wurde von 1959 bis 1986 produziert. Der Bus war die Lizenzausführung des tschechoslowakischen Busses Škoda 706 RTO. 

## Geschichte
Nach dem Ende des Zweiten Weltkrieges benötigte Polen dringend moderne Busse für den innerstädtischen und regionalen Personennahverkehr. Als einziger in Polen produzierter Bus stand der auf der Basis des Lkw A80 Bison entwickelte A81 Odra der Sanocka Fabryka Autobusów zur Verfügung. Trotz positiver Erprobungsergebnisse des Busses wurde 1957 beschlossen, den weiteren Bedarf der inzwischen verstaatlichten Transportindustrie in Kooperation mit der ČSSR zu decken.
Am 6. Dezember 1958 wurde eine Vereinbarung zwischen der polnischen und der tschechoslowakischen Seite über die Lizenzproduktion des Škoda 706 RTO unterzeichnet. Škoda lieferte Aufbauten, Fahrgestelle und Ausrüstungsteile. Im Jahr 1959 wurden die ersten zwanzig als CKD-Kit gelieferten Busse zusammengebaut. Der Bus erhielt die Bezeichnung Jelcz 043. Im Folgejahr konnte die Produktion auf 200 Busse gesteigert werden. 
Obwohl ab 1963 der Škoda 706 RTO MEX als Jelcz 272 MEX in Lizenz hergestellt wurde und ab 1979 der neue Überlandbus Jelcz PR110IL und ab 1984 sein Nachfolger PR110D produziert wurden, dauerte die Produktion des Jelcz 043 bis 1986 an.
Zwischen 1968 und 1970 importierte die DDR neben dem Anhänger P-01 und dem Gelenkbus Jelcz 021 auch Busse des Typs Jelcz 043. Insgesamt wurden aber nur rund 350 Fahrzeuge importiert. Wegen seiner Ähnlichkeit zum in größerer Stückzahl importierten Škoda 706 RTO wurde der Bus meist nicht als polnisches Erzeugnis wahrgenommen.

## Konstruktion
Das Chassis des Busses bestand aus einem genieteten Leiterrahmen. Der Aufbau wurde durch einen Hilfsrahmen aus miteinander verschweißten Stahlprofilen gebildet, auf dem die Außenhaut aufgenietet wurde. Die Beplankung bestand aus Stahlblech. An der rechten Seitenwand befanden sich zwei 0,9 m breite konventionelle Türen (wie beim Pkw, die mit der Hand betätigt wurden und nach außen zu öffnen waren), die hintere hinter der Hinterachse. Die Vordertür konnte wegen der Lage des Motors nur zwischen den Achsen angeordnet werden, wodurch der Bus für Einmannbetrieb nur eingeschränkt tauglich war. In der linken Seitenwand befand sich die Fahrertür. Der Fahrgastraum mit einer Stehhöhe von 1,9 m bot Platz für 42 Sitze und 10 zusätzliche Klappsitze. Da ein Unterflur-Gepäckraum nicht vorhanden war, wurde das Reisegepäck in Gepäcknetzen und Regalen im Fahrgastraum verstaut, weiterhin stand ein Dachgepäckträger zur Verfügung. Der Innenraum war mit lackierten Paneelen aus Kiefernholz ausgekleidet, der Holzfußboden bekam einen Gummiüberzug. Außer der motorabhängigen Heizung gab es noch eine mit Dieselkraftstoff betriebene Zusatzheizung.
Als Antrieb diente der ebenfalls aus der ČSSR importierte Motor Škoda 706RT. Der Motor, ein Sechszylinder-Dieselmotor mit Direkteinspritzung, hatte einen Hubraum von 11,78 l und bot eine Leistung von 160 PS (118 kW). Vervollständigt wurde die Antriebseinheit durch ein unsynchronisiertes Fünfganggetriebe. Der Motor saß im Chassis über der Vorderachse. Die Hinterachse wurde über eine zweiteilige Kardanwelle angetrieben. Das Fahrwerk bestand aus blattgefederten Starrachsen mit Teleskopstoßdämpfern. Verzögert wurde der Bus mit pneumatisch betätigten Trommelbremsen an allen Rädern und einer Motorbremse. Die Lenkung war eine mechanische Schneckenlenkung mit pneumatischer Unterstützung. Die Reifen (Größe 11.00 – 20) waren auf Trilex-Felgen aufgezogen. Bei einer Fahrzeugmasse von 8700 kg betrug die zulässige Gesamtmasse 12.680 kg.